# Laktáza

Hydrolýza laktózy

Laktáza je enzym, který katalyzuje štěpení mléčného cukru – laktózy – na jednoduché sacharidy D-glukózu a D-galaktózu. Symbol laktázy je LCT, alternativně: LAC; LPH; LPH1. EC kód pro laktázu je 3.2.23. Optimální teplota pro práci laktózy je 25 °C a optimální hodnota pH 6.
Nejvyšší produkce laktázy je v kojeneckém věku člověka. Pak přirozeně klesá. Nedostatečná tvorba enzymu laktázy je asociována s pojmem intolerance laktózy neboli nesnášenlivosti mléčného cukru.
Laktáza je komerčně vyráběna z kvasnic jako např.: Kluyveromyces fragilis, Kluyveromyces lactis a hub Aspergillus niger a Aspergillus oryzae. Účelem je hydrolyzovat laktózu v mléce a mléčných produktech pro lidi s intolerancí laktózy. Takové produkty mají snížený obsah laktózy a jsou lépe stravitelné. Dostupné jsou také potravinové doplňky s aktivním obsahem laktázy určené pro doplnění laktázy během konzumace mléčných výrobků obsahujících laktózu.
Laktáza se často přidává do zmrzlin a nanuků, protože hydrolyzované mléko má sladší, příjemnější chuť při zachování kalorické hodnoty a také všech ostatních nutričních parametrů.